# الوجوه (رواية)
الوجوه هي رواية من تأليف الكاتب الفلسطيني وليد أبو بكر، تعبر عن التجربة القاسية والغنية التي عاشها الشعب الفلسطيني، وقد صدرت عن الاتحاد العام للكتاب والأدباء الفلسطينيين عام 2003. وتحكي عن مدينته رام الله. وهي واحدة من أربع روايات " العدوى، الخيوط، الحنّونة، الوجوه" أعيد طبعها في 2021 باسم الأعمال الروائية الناجزة للروائي أبو بكر.

## نبذة
تدور أحداث الرواية  في مدينة رام الله،  التي يخصص لها الكاتب وصفا دقيقا للمكان الفلسطيني، من شوارع وأرصفة رام الله إلى طبيعتها وتفاصيل حياتها اليومية، مسلطة الضوء على الحقبة التي سبقت عقد الستينات.  يقول عنها الكاتب في مستهل الرواية: " بيني وبين رام اللـه عشق لم تستطع الأيام أن تأخذ منه شيئًا، كان فيها تفتح العمر، وتفتح القلب، وتفتح عوالم كبيرة من التجربة، رام اللـه الجميلة في الصيف، وفي كل الفصول". في هذه الرواية يصف المكان وصفًا دقيقًا، شوارع رام اللـه، طرقاتها، أرصفتها، وأبنيتها، وأشجار حدائقها، ومتعة الصيف فيها.  تدور أحداث الرواية حول شاب ريفي ينتقل إلى رام الله للعمل كشرطي، لكنه ينتهي به المطاف كعميل للاحتلال، ما يعكس أجواء اتفاضة الحجر والمقلاع. كما  تسلط الرواية الضوء على دور المرأة الفلسطينية، حيث يصورها الكاتب كرمز للنضال والصمود، فهي لا تكتفي بالمقاومة المباشرة، بل تساهم في تربية أجيال تدافع عن الوطن.

## الشخصيات
- الشريف الزوري: شخصيةً رئيسية سلبية انضم إلى سلك الشرطة التابع للحكومة قبل عام 1967، ليتحوّل لاحقًا إلى عميلٍ متعاونٍ مع الاحتلال الصهيوني بعد احتلال الضفة الغربية. يتمتع الشريف بطموحٍ جامحٍ يدفعه لتحقيق مآربه على حساب الآخرين، مدفوعًا بأزماتٍ نفسيةٍ معقدةٍ تجعله ينغمس في أفعالٍ مشينةٍ دون وازعٍ أخلاقي.
- نبيل (أخو الشريف): شابٌ منحرفٌ رُحل إلى أمريكا بعد اعتقاله قرب موقع عملية فدائية، كشرطٍ لتجنّب المحاكمة.
- حامد أبو رسن: ضابطٌ فاسدٌ في الحكومة، يستغل الشريف لتنفيذ مخططاته القذرة، وينتهي به المطاف هاربًا عبر "الجسر" بعد الاحتلال، حيث يُشاع أنّه قُتل في حادثٍ مُدبَّر.
- جميل الحياني: مدرّسٌ مثقفٌ يقود العمل الثوري، يتعرّض للاعتقال والتعذيب، لكنه يصمم على إشعال شرارة المقاومة المسلحة.
- الحاكم العسكري الإسرائيلي لرام الله: الذي يبدأ فترة حكمه بثقةٍ مفرطةٍ بقدرة جيشه، ليُختتم مساره بمواجهة خوفٍ عميقٍ من صمود الشعب الفلسطيني الذي يُقاوم الاحتلال ويُهدّد مشروعه الاستيطاني.